# Louis Silvers
Pour les articles homonymes, voir Silvers.
Louis Silvers est un compositeur américain, né le 6 septembre 1889 à New York, mort le 26 mars 1954  à Hollywood (Californie).

## Filmographie

### comme compositeur
- 1920 : À travers l'orage (Way Down East)
- 1921 : La Rue des rêves (Dream Street)
- 1924 : Isn't Life Wonderful
- 1927 : Le Chanteur de jazz (The Jazz Singer)
- 1928 : Le Fou chantant (The Singing Fool) de Lloyd Bacon
- 1928 : State Street Sadie
- 1928 : The Terror
- 1928 : L'Arche de Noé (Noah's Ark)
- 1928 : Forains (The Barker) de George Fitzmaurice
- 1929 : Le Torrent fatal (Weary River)
- 1929 : The Redeeming Sin
- 1929 : Frozen River
- 1929 : The Time, the Place and the Girl (en)
- 1929 : Disraeli
- 1930 : La Déesse rouge (The Green Goddess)
- 1930 : Man to Man
- 1931 : Swanee River
- 1932 : Igloo
- 1933 : Hold Your Temper
- 1934 : The Ninth Guest
- 1934 : New York-Miami (It Happened One Night)
- 1934 : Whirlpool
- 1934 : Blind Date
- 1934 : Une nuit d'amour (One Night of Love)
- 1934 : Lady by Choice
- 1934 : Perfectly Mismated
- 1934 : Prescott Kid
- 1934 : La Course de Broadway Bill (Broadway Bill)
- 1934 : Jealousy (en)
- 1935 : The Best Man Wins
- 1935 : Law Beyond the Range
- 1935 : Toute la ville en parle (The Whole Town's Talking)
- 1935 : The Revenge Rider
- 1935 : Eight Bells
- 1935 : Riding Wild
- 1935 : Aimez-moi toujours (Love Me Forever)
- 1935 : Le Baron Gregor (The Black Room)
- 1935 : Atlantic Adventure
- 1935 : Mon mari le patron (She Married Her Boss)
- 1935 : Gosse de riche (She Couldn't Take It)
- 1935 : A Feather in Her Hat
- 1935 : Grand Exit
- 1935 : Crime et Châtiment (Crime and Punishment)
- 1935 : Too Tough to Kill
- 1935 : The Lone Wolf Returns
- 1936 : You May Be Next
- 1936 : Hell-Ship Morgan (en)
- 1936 : Don't Gamble with Love
- 1936 : Le Médecin de campagne (The Country Doctor) de Henry King
- 1936 : Ching-Ching (Stowaway), de William A. Seiter
- 1936 : Message à Garcia (A Message to Garcia)
- 1936 : Sous deux drapeaux (Under two flags)
- 1936 : Deux Enfants terribles (And So They Were Married)
- 1936 : To Mary - with Love
- 1936 : They Met in a Taxi
- 1936 : The Man Who Lived Twice (it)
- 1936 : Fibbing Fibbers
- 1936 : Quatre Femmes à la recherche du bonheur (Ladies in Love)
- 1936 : Come Closer, Folks (en) de D. Ross Lederman
- 1936 : La Chanson à deux sous (Pennies from Heaven)
- 1936 : Les Chemins de la gloire (The Road to Glory)
- 1937 : L'Incendie de Chicago (In Old Chicago)
- 1937 : La Danseuse de San Diego (The Devil's Playground)
- 1937 : La Mascotte du régiment (Wee Willie Winkie)
- 1937 : Wake Up and Live
- 1937 : Life Begins in College
- 1937 : Life Begins with Love
- 1937 : Murder in Greenwich Village
- 1937 : Love and Hisses
- 1938 : Suez
- 1938 : La Baronne et son valet (The Baroness and the Butler)
- 1938 : Battle of Broadway
- 1938 : Un cheval sur les bras (Straight, Place and Show) de David Butler
- 1938 : Adieu pour toujours (Always Goodbye)
- 1938 : Pour un million (I'll Give a Million)
- 1938 : My Lucky Star
- 1938 : Monsieur tout-le-monde (Thanks for Everything)
- 1939 : Le Brigand bien-aimé Jesse James
- 1939 : Descente en vrille (Tail Spin) de Roy Del Ruth
- 1939 : Rose de Broadway (Rose of Washington Square)
- 1939 : Vers sa destinée (Young Mr. Lincoln)
- 1939 : Stanley et Livingstone (Stanley and Livingstone)
- 1943 : The Powers Girl
- 1946 : La Tournée triomphale (Meet the Navy)

### comme acteur
- 1929 : The Show of Shows